# Così parlò Nero Wolfe
Così parlò Nero Wolfe (titolo originale Omit Flowers), tradotto anche col titolo Niente fiori all'ambrosia e Non portare fiori, è l'undicesima novella gialla di Rex Stout con Nero Wolfe protagonista.

## Storia editoriale
Il racconto fu pubblicato per la prima volta nel numero di novembre 1948 sulla rivista The American Magazine e in formato libro nella raccolta Three Doors to Death nel 1950.

## Trama
Come favore per il suo vecchio amico Marko Vukcic, Nero Wolfe studia il caso di Virgil Pompa, un cuoco che ha tradito il proprio talento accettando un lavoro ben retribuito come supervisore di una catena di ristoranti di proprietà della signora Whitten. Pompa è in prigione, accusato di avere ucciso il marito della signora, che stava per assumere la direzione della catena. Tra i sospetti ci sono i figli e il genero della signora Whitten, che a loro volta vedevano minacciate le loro quote dell'eredità a causa del nuovo matrimonio della madre.

### Personaggi principali
- Nero Wolfe: investigatore privato
- Archie Goodwin: assistente di Nero Wolfe e narratore di tutte le storie
- Marko Vukcic: amico di Nero Wolfe e proprietario del ristorante Rusterman
- Virgil Pompa: cuoco e amico di Vukcic
- Signora Whitten: proprietaria della catena di ristoranti Ambrosia
- Floyd Whitten: suo marito
- Jerome, Mortimer, Eve, Phoebe: figli suoi e di H. R. Landy
- Daniel Bahr: giornalista, marito di Eve
- Julie Alvin: impiegata ai Grandi Magazzini
- Frederick M. Cutler: medico
- Cramer: ispettore della Squadra Omicidi

## Critica
"Wolfe si affida a interrogatori e deduzioni per distinguere la verità da numerose menzogne e segreti di famiglia, per riuscire a catturare l'omicida. Archie non solo fa il suo favoloso lavoro di gambe, ma anche una stupefacente deduzione che aiuta a risolvere il caso. Questo è un racconto cupo, con una trama robusta e un ritmo lento, che gioca in maniera leale con il lettore."

## Edizioni
- Rex Stout, Nero Wolfe in lunga vita al morto, traduzione di Laura Grimaldi, I romanzi brevi di Rex Stout (n. 4), Arnoldo Mondadori Editore, 1983,  p. 239.
- Rex Stout, Entra la morte, traduzione di Laura Grimaldi, Le inchieste di Nero Wolfe, BEAT Edizioni, 2013,  p. 249.